# Remigi Blättler (Politiker, 1899)
Remigi Blättler (* 19. Dezember 1899 in Hergiswil NW; † 27. Oktober 1975 ebenda) war ein Schweizer Politiker. Von 1945 bis 1966 gehörte er als Vertreter der Liberalen dem Regierungsrat des Kantons Nidwalden an.

## Leben
Remigi Blättler (Rufname „Chärne-Migi“) wurde als Sohn des Kalkbrenners und Regierungsrats Remigi Blättler und der Katharina Blättler geboren. Er wuchs auf dem Hof Kernen in Hergiswil NW auf, besuchte die Primarschule in seinem Geburtsort und danach die Sekundarschule im Nachbardorf Horw im Kanton Luzern. Um sein Grundwissen im Beruf des Landwirts zu erweitern, machte Blättler ein landwirtschaftliches Praktikum in Schwarzenberg im Kanton Luzern. Danach half er seinen Eltern bei der Arbeit auf dem Hof Kernen in Hergiswil. Bis um 1930 blieb er Landwirt. Danach folgte ein radikaler Berufswechsel hin zum Versicherungsagenten.
Remigi Blättler gehört zu einer stark in der Politik verankerten Familie. Sein Grossvater mütterlicherseits war der Regierungsrat Valentin Blättler, sein Grossvater Remigi Blättler Ratsherr im Landrat, sein Vater Remigi Blättler Regierungsrat und sein ältester Bruder Eduard war ebenfalls Ratsherr. Und sein älterer Sohn Remigi Blättler trat in seine Fussstapfen und wurde ebenfalls Landammann und Regierungsrat.
Auf Gemeindestufe stieg Remigi Blättler bereits früh ein. Er war langjähriges Mitglied im Armenrat (1925–1943) und im Schulrat (1928–1943) von Hergiswil NW. Blättler war zudem Friedensrichter, Viehinspektor und Sektionschef von Hergiswil.
Remigi Blättlers politische Laufbahn auf kantonaler Ebene begann 1935 mit seiner Wahl in das Nidwaldner Kantonsgericht, dem er zehn Jahre lang angehörte. 1943 wurde Blättler Landrat. Bereits zwei Jahre später endete seine Zeit im Kantonsparlament. Denn er wurde vom Volk an der Landsgemeinde 1945 in den Regierungsrat gewählt. Er blieb bis 1966 Mitglied der Nidwaldner Regierung und war Polizeidirektor. In dieser Zeit war Remigi Blättler mehrfach (1959, 1961 und 1963) Landammann von Nidwalden. Noch länger, zwischen 1947 und 1972, war er Mitglied der Justizkommission und des Strafgerichts.
Remigi Blättler heiratete am 9. Oktober 1924 in Hergiswil Josefine (eigentlich Josefa Agnes) Odermatt. Aus dieser Ehe stammen fünf Kinder (drei Töchter und zwei Söhne). Nebst seinen Ämtern in der Politik hatte er noch zahlreiche weitere Aufgaben. Blättler war Präsident des Nidwaldner Schafzuchtverbands, Verwaltungsrat und -präsident des Kraftwerks Engelberger Aa und des Kantonalen Elektrizitätswerks EWN sowie der Ersparniskasse Nidwalden. Ausserdem Stiftungsrat in der Bauernhilfskasse Nidwalden. Zum Ausgleich für diese zahlreichen Berufungen war Remigi Blättler noch Volksmusiker (Jodlerklub «Echo vom Pilatus») und Jodelkomponist.